# Malence, Bekštanj
Malence (nemško Mallenitzen) je naselje v Občini Bekštanj v Okraju Beljak-dežela na Koroškem v Avstriji.